# Лабутис, Юозас Антано
Юозас Антано Лабутис (лит. Juozas Labutis; 15 августа 1932 — 1 апреля 2016) — бригадир рабочих Каунасского мясокомбината Министерства мясной и молочной промышленности Литовской ССР. Герой Социалистического Труда (1971).

## Биография
Родился в 1932 году в Граужюе. Член КПСС с 1963 года.
С 1956 года работал на Каунасском мясокомбинате, с 1962 года — бригадир.
В 1970 году досрочно выполнил личные социалистические обязательства и плановые производственные задания Восьмой пятилетки (1965—1970). Указом Президиума Верховного Совета СССР от 26 апреля 1971 года «за выдающиеся успехи, достигнутые в развитии мясной и молочной промышленности» удостоен звания Героя Социалистического Труда с вручением ордена Ленина и золотой медали Серп и Молот.
Умер в 2016 году в Каунасе.